# Чуря (Ясси)
Чуря (рум. Ciurea) — село у повіті Ясси в Румунії. Входить до складу комуни Чуря.
Село розташоване на відстані 313 км на північ від Бухареста, 10 км на південь від Ясс.

## Населення
За даними перепису населення 2002 року у селі проживала 2181 особа, усі — румуни. Усі жителі села рідною мовою назвали румунську.